# Municipio de Herrick (condado de Bradford)
El municipio de Herrick (en inglés: Herrick Township) es un municipio ubicado en el condado de Bradford en el estado estadounidense de Pensilvania. En el año 2000 tenía una población de 676 habitantes y una densidad poblacional de 11.6 personas por km².

## Geografía
El municipio de Herrick se encuentra ubicado en las coordenadas 41°46′00″N 76°15′59″O / 41.76667, -76.26639.

## Demografía
Según la Oficina del Censo en 2000 los ingresos medios por hogar en la localidad eran de $30,208 y los ingresos medios por familia eran $31,964. Los hombres tenían unos ingresos medios de $25,563 frente a los $23,393 para las mujeres. La renta per cápita para la localidad era de $14,989. Alrededor del 13% de la población estaban por debajo del umbral de pobreza.